# Kerncentrale Tsjernobyl

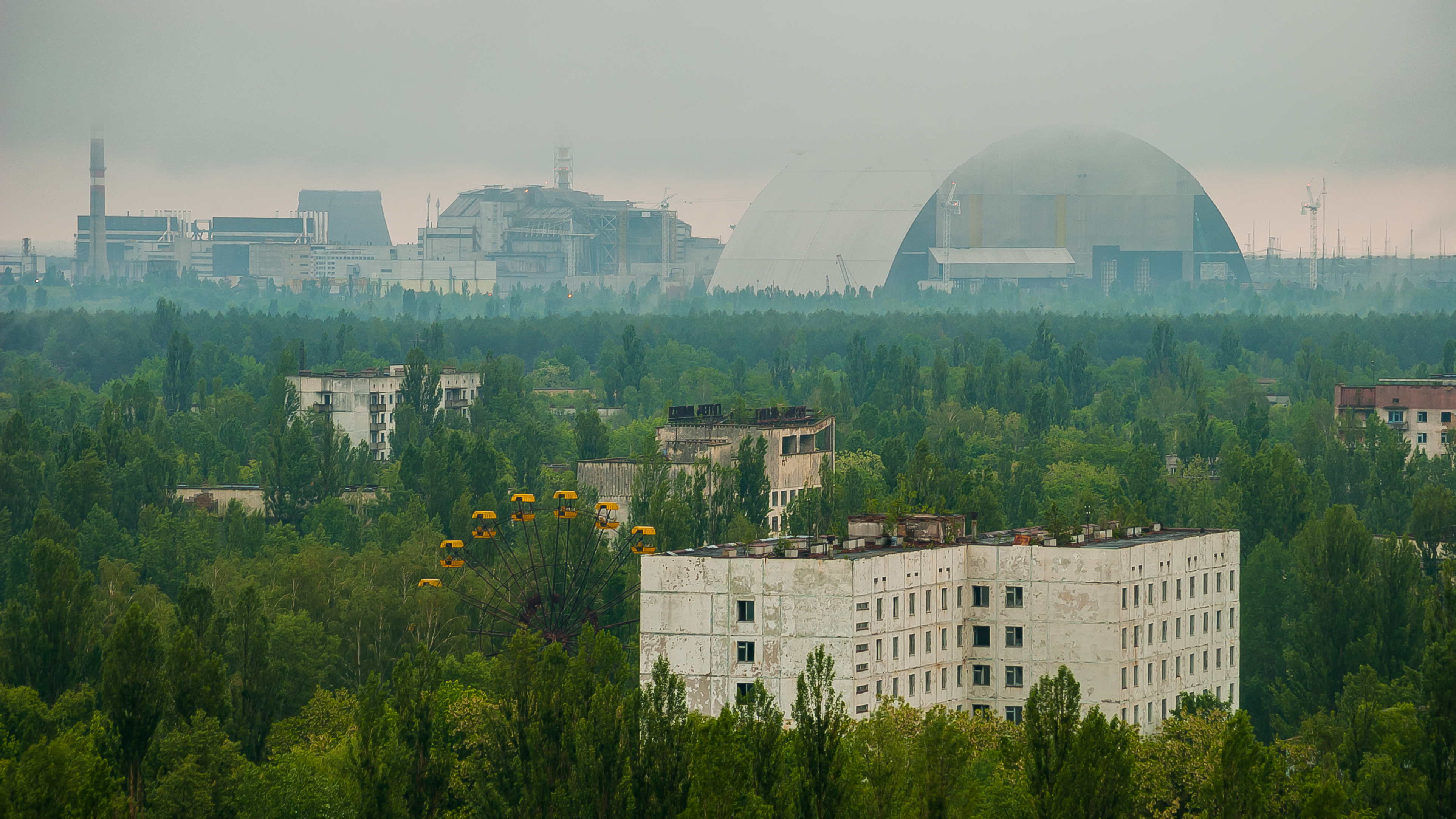
De centrale met de vierde reactor gezien vanuit Prypjat

De Kerncentrale Tsjernobyl (Oekraïens: Державне спеціалізоване підприємство "Чорнобильська АЕС", Russisch: Чернобыльская АЭС) is een in 2000 buiten gebruik gestelde kerncentrale nabij de Oekraïense stad Prypjat. De centrale ligt op 18 kilometer ten noordwesten van de stad Tsjernobyl, 16 kilometer van de grens van Wit-Rusland en ongeveer 110 kilometer ten noorden van de Oekraïense hoofdstad Kiev. In de Sovjetperiode stond de centrale bekend als Kerncentrale V.I. Lenin (Russisch: Чернобыльская АЭС им. В.И. Ленина). De centrale bestond uit vier reactoren van het type RBMK-1000, die elk 1000 megawatt aan elektrische energie (3200 megawatt aan thermische energie) produceerden. 
In 1986 vond in reactor nr. 4 de kernramp van Tsjernobyl plaats. Wegens een grote vraag naar stroom bleven de andere reactoren hierna nog een aantal jaar in werking, de laatste tot december 2000. 
De kerncentrale wordt tot op heden bemand. De drie overige reactoren zijn weliswaar buiten werking gesteld, maar bevatten nog steeds kernbrandstof die in de gaten dient te worden gehouden. De volledige ontmanteling van de centrale zal nog vele jaren in beslag nemen.

## De bouw
De bouw van de centrale en de arbeidersstad Prypjat begon in 1970. Tsjernobyl vormde na Leningrad en Koersk de derde kerncentrale in de Sovjet-Unie van het type RBMK en de eerste kerncentrale binnen de Oekraïense SSR. In de plannen voor de centrale was voorzien in de bouw van 6 reactoren met een vermogen van 1000 MW elektrisch vermogen elk. Het type RBMK was alleen in gebruik in de Sovjet-Unie en was als type primair bedoeld voor de productie van plutonium voor kernwapens met elektrische energie als bijproduct.
In 1977 werd reactor nr. 1 in werking gesteld, gevolgd door nr. 2 in 1978, nr. 3 in 1981 en nr. 4 in 1983. Reactor nr. 5 was bijna voltooid in het rampjaar 1986 en stond gepland voor ingebruikname in de herfst van 1986; ook aan nr. 6 werd reeds gewerkt. Met de ramp werden echter alle bouwactiviteiten stopgezet.
Reactoren 1 en 2 hadden een beter systeem voor het lokaliseren van problemen dan de reactoren 3 en 4. De bedieningskamers van 1 en 2 bevinden zich aan achterzijde van de reactor en werden ervan gescheiden door een dikke betonnen muur, waar die van 3 en 4 zich aan zijkant van de reactoren bevonden en geen dikke betonnen of metalen veiligheidsmuren hadden. Veel deskundigen op het gebied van de bouw van kerncentrales hebben verklaard dat wanneer hetzelfde ongeluk zou hebben plaatsgevonden in reactor 1 of 2 het ongeluk meer beperkt zou zijn gebleven tot binnen het gebouw en het dak van de reactor dan simpelweg na het ongeval had kunnen worden gerepareerd, in plaats van dat men er een hele sarcofaag overheen moest bouwen.

## Ongelukken

### 1982
In 1982 vond een gedeeltelijke kernsmelting plaats in reactor nr. 1 van de kerncentrale. Door de van staatswege opgelegde geheimhoudingsplicht werd het effect van dit ongeluk pas jaren later bekendgemaakt. De reactor werd vervolgens gerepareerd en een paar maanden later weer in werking gesteld.

### 1986

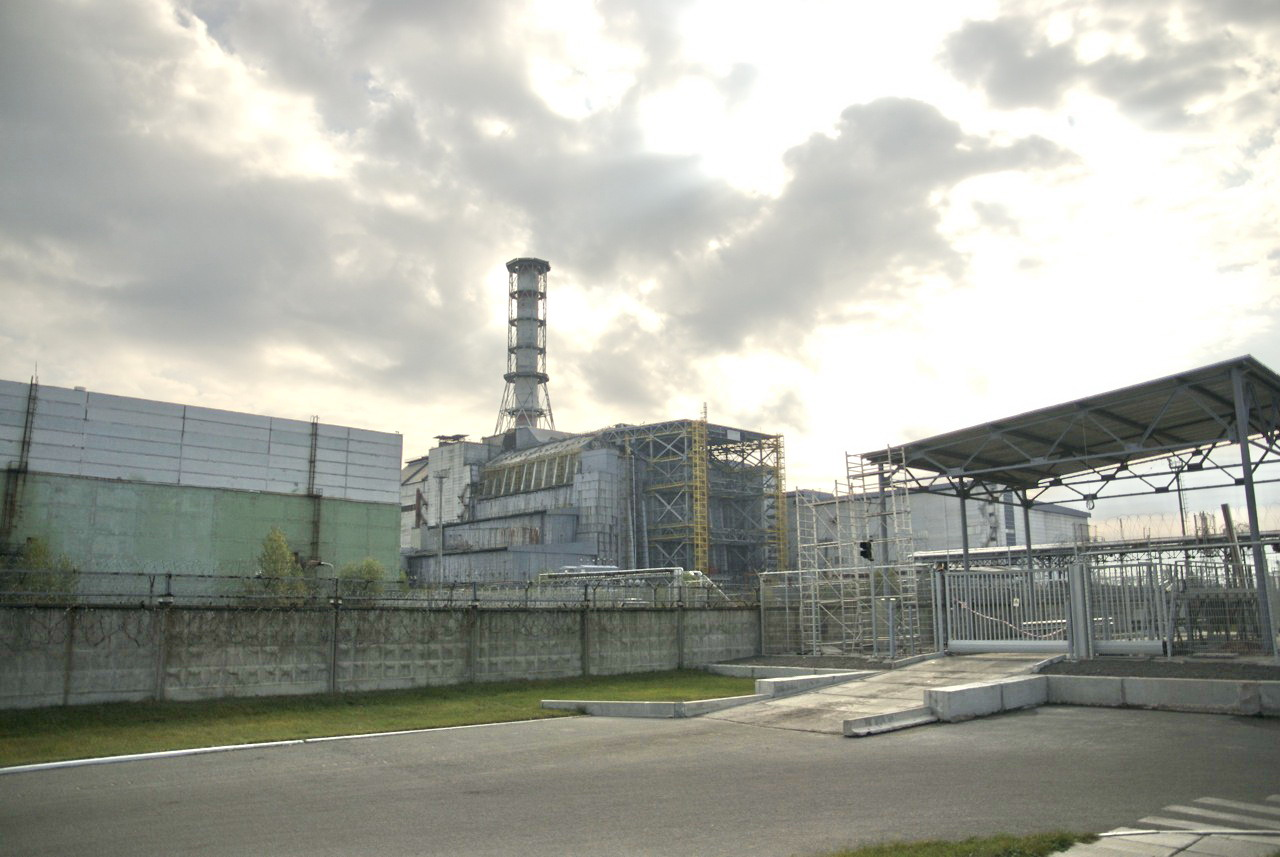
Reactor nr. 4 met de omsluitende sarcofaag in 2007

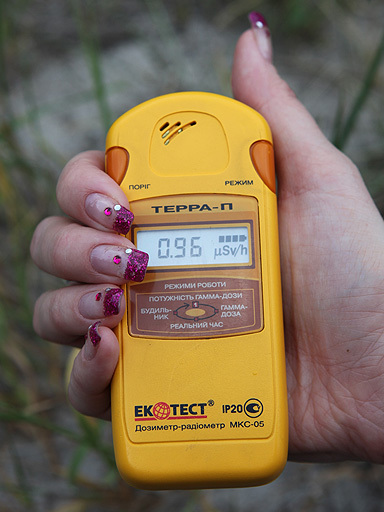
Radioactief besmet gras en aarde op 1 km van de kernreactor van Tsjernobyl-Pripyat geeft een radioactieve-dosisequivalent van enkele malen de natuurlijke achtergrond van zeg 0,29 microSievert/uur. Een Terra-P Ekotest MKS-05 Geiger-Müllerteller voor gamma- en bètastraling meet 0,96 microSievert/uur (μSv/h). 2010

Op 26 april 1986 vond opnieuw een kernsmelting plaats, ditmaal in reactor nr. 4, hetgeen resulteerde in wat breed gezien wordt als het ergste ongeval in de geschiedenis van de kernenergie. Reactor 4 werd bij het ongeluk volledig verwoest en een groot gebied rondom de kerncentrale raakte radioactief besmet. Om verdere verspreiding van radioactiviteit binnen de perken te houden werd met man en macht een geïmproviseerde betonnen sarcofaag gebouwd rond de reactor. De bevolking van nabijgelegen gebieden werd geëvacueerd. Grote delen van Europa werden geraakt door de fall-out, waarbij vooral de Oekraïense en nabijgelegen Wit-Russische SSR zwaar werden getroffen. Daarbuiten waren de radioactieve effecten volgens VN-organisatie UNSCEAR (Scientific Committee on the Effects of Atomic Radiation) "vergelijkbaar met een jaarlijkse dosis van natuurlijke achtergrondstraling en daarom van weinig radiologische significantie". In 2016 is de bouw van een nieuwe sarcofaag voltooid, zie onder.

### 1991
In 1991 brak tijdens een onderhoudsbeurt waarbij reactor 2 tijdelijk was stopgezet brand uit in de turbine van de reactor waardoor grote schade ontstond aan het reactorgebouw. Vervolgens werd besloten om reactor 2 vanwege de schade niet weer op te starten.

## Ontmanteling
Sinds Oekraïne na het uiteenvallen van de Sovjet-Unie in 1991 een zelfstandig land is, wordt het door westerse landen onder druk gezet om de kerncentrale te sluiten. Na de brand in reactor 2 werd besloten om de centrale in twee stappen buiten bedrijf te stellen; van de overgebleven twee reactoren zou reactor 1 in 1996 buiten bedrijf worden gesteld en reactor 3 in 2000. Reactor 1 was namelijk de oudste en bovendien was vier jaar voor de brand net veel geld en menskracht gestoken in het verbouwen van reactor 3 om deze weer operationeel te maken, zodat een snelle afsluiting niet economisch rendabel zou zijn. De afsluitingen verliepen volgens plan en de stopzetting van reactor 3 vond uiteindelijk plaats op 15 december 2000, tijdens een officiële ceremonie waarbij president Koetsjma aanwezig was in de regelzaal. Om 1.17 uur lokale tijd drukte het reactorteam op 'AZ5', waarna de energiemeter (volgens planning) binnen enkele seconden daalde naar nul.
Na de stopzetting werken er nog altijd mensen in de kerncentrale totdat reactoren 1, 2 en 3 volledig ontmanteld zijn, wat een aantal jaren zal kosten. De eerste fase van de ontmanteling bestaat uit het verwijderen van de hoogradioactieve bestraalde kernbrandstof, die wordt geplaatst in diepe waterbekkens om de nog steeds vrijkomende warmte af te voeren. Die opslaginstallaties zijn echter niet geschikt voor het bewaren ervan voor langere tijd en de opslaginstallaties op het kerncentralecomplex hebben onvoldoende capaciteit om alle verbruikte kernbrandstof op te slaan. Om die reden werd de bouw van een tweede installatie gepland, die gebruik zou gaan maken van droge opslagtechnologie die geschikt is voor opslag voor lange tijd en die wel voldoende opslagcapaciteit zou hebben.
Bij reactor 1 werd begonnen met het verwijderen van niet radioactief besmette materialen, hetgeen voltooid moest zijn tussen 2020 en 2022.
De overblijfselen van reactor nr. 4 zullen nog lange tijd radioactief blijven. De isotoop die verantwoordelijk is voor het merendeel van de externe dosis gammastraling bij de kerncentrale Tsjernobyl is cesium-137, dat een halveringstijd heeft van ongeveer 30 jaar. Waarschijnlijk zal zonder verdere ontsmettingsactiviteiten de dosis gammastraling op de plek uiteindelijk het niveau van de achtergrondstraling bereiken. Maar omdat de meeste alfastralers een langere levensduur hebben, is het waarschijnlijk dat de bodem en vele oppervlakten in en rond de kerncentrale besmet zullen blijven met transurane metalen zoals plutonium en americium, die veel langere halveringstijden kennen. De reactorgebouwen zullen worden afgebroken zo snel als het radiologisch gezien veilig genoeg wordt geacht om dit uit te voeren.

### Vervanging van de sarcofaag
In september 2007 werd aangekondigd dat er een nieuw gebouw, het "New Safe Confinement", zou worden gebouwd om de huidige verouderde en geïmproviseerde sarcofaag te vervangen. Het project zou worden gefinancierd door een internationaal fonds van de EBRD en zou worden ontworpen en gebouwd door het door Fransen geleide consortium Novarka, met inbegrip van de bedrijven Bouygues en VINCI. Novarka bouwde een enorme boogvormige structuur van staal en beton van 190 meter breed en 200 meter lang om de huidige oude afbrokkelende sarcofaag te omsluiten.
Het ontwerpen van de boogconstructie moest een jaar in beslag nemen en de bouw ongeveer twee jaar. De kosten waren geraamd op 1 miljard euro (werd 1,5 miljard). Een soortgelijke overeenkomst werd getekend met de Amerikaanse firma Holtec voor de bouw van de opslaginstallatie binnen de vervreemdingszone, waar kernafval van de kerncentrale Tsjernobyl moet worden opgeslagen. Een eerste deel werd in juni 2013 afgewerkt. Over de periode van meerdere weken werd de sarcofaag over de reactor geschoven met officiële afronding op 29 november 2016.

## Russische invasie van Oekraïne
Op 24 februari 2022, de eerste dag van de Russische invasie van Oekraïne, werden de kerncentrale en het gebied eromheen bezet door Russische troepen die vanuit Wit-Rusland Oekraïne waren binnengetrokken. Op 14 februari 2025 viel een drone de kerncentrale van Tsjernobyl aan. De drone raakte de New Safe Confinement-structuur van de kerncentrale en veroorzaakte aanzienlijke schade aan de beschermende overkapping, maar de aanval leidde niet tot verhoogde stralingsniveaus in de omgeving.